# فدراسیون تکواندو ارمنستان
فدراسیون تکواندو جمهوری ارمنستان (ارمنی: Հայաստանի թաեքվոնդոյի ֆեդերացիա) که با نام فدراسیون تکواندو ارمنستان نیز شناخته می‌شود، نهاد تنظیم‌کننده ورزش تکواندو در ارمنستان می‌باشد که توسط کمیته المپیک ارمنستان اداره می‌شود و مقر آن در شهر ایروان واقع شده است.

## تاریخچه
این فدراسیون در سال ۱۹۹۶ میلادی تأسیس شد و ریاست فعلی آن را کارن گریگوریان برعهده دارد. این فدراسیون عضو کامل فدراسیون جهانی تکواندو، اتحادیه اروپایی تکواندو و فدراسیون بین‌المللی تکواندو می‌باشد.
تکواندوکاران ارمنستانی در مسابقات قهرمانی در سطوح مختلف اروپایی و بین‌المللی از جمله در مسابقات قهرمانی جهانی و بازی‌های المپیک تابستانی شرکت می‌کنند.